# Zhejiang-Universität
Koordinaten: 30° 15′ 49″ N, 120° 7′ 15″ O
Die Zhejiang-Universität, kurz ZJU oder Zheda (chinesisch 浙江大學 / 浙江大学, Pinyin Zhèjiāng Dàxué, englisch Zhejiang University, kurz 浙大,  Zhèdà) ist eine der ältesten Universitäten der Volksrepublik China. Sie wurde zunächst im Jahr 1897 als Qiushi-Akademie (求是書院 / 求是书院,  Qíushì Shūyuàn, englisch Qiushi Academy) gegründet. Seit 1928 wurde sie offiziell Nationale Zhejiang-Universität genannt. Der Campus befindet sich in der Hauptstadt der südostchinesischen Provinz Zhejiang, Hangzhou, die rund 180 Kilometer südwestlich von Shanghai liegt. Die Zhejiang-Universität ist eine der führenden Forschungsuniversitäten in China. Sie ist eine der neun chinesischen Elite-Universitäten der C9-Liga und weltweit bekannt.

## Campus und Fakultäten

### Campus Yuquan

Campus Yuquan der Zhejiang-Universität

Der Campus Yuquan ist das Stammgelände der Universität. Hier werden vor allem naturwissenschaftliche Studiengänge angeboten. In Yuquan sind die naturwissenschaftlichen Fakultäten Maschinenwesen und Energietechnik, Materialwissenschaft und Chemieingenieurwesen, Elektrotechnik, Informationstechnik, Informatik und Biomedizin und Gerätetechnik, und des Weiteren die Fakultäten Öffentliche Verwaltung, Architektur und Management untergebracht. Ebenfalls in Yuquan liegt das Chu Kochen Honors College.

### Campus Zijingang
Der Campus Zijingang ist allgemein für Studienanfänger aller Fakultäten bestimmt. Hier werden die Fremdsprachen gelehrt.

### Campus Xixi
Auch auf dem Campus Xixi werden Naturwissenschaften gelehrt. Weitere Fakultäten sind die für Wirtschaftswissenschaft, Jura, Pädagogik, Sozialwissenschaft, Biologie und Medien und internationale Kulturen. Auch in Xixi befindet sich eine Stelle des Chu Kochen Honors College.

### Campus Huajiachi
Der Campus Hajiachi beinhaltet die Fakultäten für Umweltwissenschaften, nämlich Biologie, Biologiesystemtechnik und Lebensmittelwissenschaft, Umwelt und Rohstoffe, Landwirtschaft und Biotechnik und Zoologie.

### Campus Hubin
Der Campus Hubin ist der medizinische Campus, der die Fakultäten Medizin und Pharmazie beherbergt.

### Campus Zhijiang

Campus Zhijiang der Zhejiang-Universität

Der Campus Zhijiang war ursprünglich ähnlich dem Campus Zijingang Studienbewerbern vorbehalten, beherbergt heute jedoch der Universität angegliederte Einrichtungen der Erwachsenenbildung.

## Persönlichkeiten
Bekannte Personen, die in Verbindung mit der Zhejiang-Universität stehen, sind die folgenden:
- Bei Shizhang (1903–2009), Biologe
- Bo Chen, Informatiker
- Chen Duxiu (1879–1942), Gründungsmitglied und erster Vorsitzender der Kommunistischen Partei Chinas (KPCh)
- Coching Chu, Meteorologe, ehemaliger Präsident der Zhejiang-Universität
- Gu Chaohao, Mathematiker
- Erich Häußer (1930–1999), deutscher Jurist
- Tsung-Dao Lee (1926–2024), Physiker, Nobelpreisträger 1957 für Physik
- Liang Wenfeng (* 1985), Ingenieur, Gründer und CEO DeepSeeks
- Lu Jiaxi, Chemiker
- Lu Yongxiang (* 1942), Präsident der Wissenschaftsakademie von China
- Pan Yunhe, Vizepräsident der Ingenieurwesenakademie von China
- Qian Sanqiang (1913–1992), Kernphysiker
- Su Buqing (1902–2003), Mathematiker
- C. C. Tan, Genetiker, Biologe
- Chien-Shiung Wu (1912–1997), Physikerin
- Shing-Tung Yau (* 1949), Mathematiker, Crafoord-Preisträger 1994 und Träger der Fields-Medaille 1983
- Yongbin Ruan (* 1957), Mathematiker
- Xie Xuejing (1923–2017), Geochemiker, Gewinner der AAG-Goldmedaille

## Bibliothek
Die Universitätsbibliothek ist mit einer Fläche von 84.000 m² (Stand: Jan 2005) und über 6,26 Mio. Bänden (Stand: Sept. 2005) eine der größten in China.
Weitere Bibliotheken befinden sich an den einzelnen Campussen. Yuquan beherbergt die Teilbibliothek für Naturwissenschaften und Techniken und Xixi die Teilbibliothek für Naturwissenschaften und Literatur. In Huajiachi liegt die Teilbibliothek für Agrarwissenschaften, während der Campus die Teilbibliothek für Medizin bereithält. In Zijingang liegt zudem eine eigene Teilbibliothek für neue Studenten und Studentinnen.

## Rankings
Die Zhejiang-Universität wird regelmäßig zu den besten drei Universitäten des Landes gezählt. Dazu gehören:
- Platz 1 vor der Universität Tsinghua und der Universität Peking, 2011[1]
- Platz 3 hinter der Universität Tsinghua und der Universität Peking, 2008[2]
- Platz 2 hinter der Universität Tsinghua, 2008[3]
- Platz 2 hinter der  Universität Tsinghua, 2008[4]
- Platz 1 in China und weltweit Platz 35, 2007[5]

## Universitätshymne
Die Universitätshymne ist hier (Memento vom 7. Februar 2007 im Internet Archive) im MP3-Format aufzufinden.

## Partner-Universitäten
Die Zhejiang-Universität hat 12 Partneruniversitäten in Deutschland:
- Technische Universität Berlin
- Universität Würzburg
- Christian-Albrechts-Universität zu Kiel
- Technische Universität München
- Humboldt-Universität zu Berlin
- Technische Hochschule Nürnberg Georg Simon Ohm
- Universität Passau
- Ludwig-Maximilians-Universität München
- Georg-August-Universität Göttingen
- Leuphana Universität Lüneburg
- Hochschule Kempten
- Philipps-Universität Marburg

Weitere 32 befinden sich in den USA. Davon seien hier genannt:
- Cornell University
- University of Illinois at Urbana-Champaign
- Purdue University

Sieben Partneruniversitäten befinden sich in Großbritannien, derer drei hier aufgezählt sind:
- Imperial College London
- Universität Leeds
- Universität York

Restliche 66 Partneruniversitäten liegen im Rest der Welt. Darunter sind unter anderem:
- Universität Tokio
- Waseda-Universität

Eine vollständige Auflistung kann hier (Memento vom 5. September 2008 im Internet Archive) eingesehen werden.